# Acherontiella epigea
Acherontiella epigea är en urinsektsart som beskrevs av F. Bonet 1945. Acherontiella epigea ingår i släktet Acherontiella och familjen Hypogastruridae. Inga underarter finns listade i Catalogue of Life.